# 클라우디오 보뷔
클라우디오 보뷔(Claudio Beauvue, 1988년 4월 16일 ~ )는 과들루프의 축구 선수로 현재 프랑스 샹피오나 나시오날 3의 RC 칼레에서 미드필더 겸 공격수로 활동 중이다.

## 선수 경력

### 클럽
2006-07 시즌을 앞두고 트루아 AC 입단을 통해 프로에 정식 입문한 뒤 2010-11 시즌까지 공식전 106경기 19골을 기록하며 2009-10 샹피오나 나시오날 3위 및 차기 시즌 리그 2 승격에 기여했다.
이후 2011-12 시즌부터 2012-13 시즌까지 2시즌동안 LB 샤토루에서 공식전 64경기 17골의 준수한 성적을 남겼고 2012-13 리그 2를 마치고 리그 1의 SC 바스티아로 임대 이적하어 리그 15경기 2골의 성적을 기록했다.
그리고 2013-14 시즌부터 2014-15 시즌까지 EA 갱강 소속으로 공식전 94경기 34골을 터뜨리며 2013-14 쿠프 드 프랑스 우승, 2014 트로페 데 샹피옹 준우승, 2014-15 쿠프 드 프랑스 4강 진출 등에 공헌한 뒤 2015-16 시즌을 앞두고 리그 1의 강호 올랭피크 리옹으로 트레이드되어 공식전 29경기 8골의 나쁘지 않은 성적을 남기며 2015 트로페 데 샹피옹 준우승에 일조했다.
그 후 2015-16 시즌 중반 스페인 프리메라리가의 셀타 비고로 이적하여 2016-17 시즌까지 공식전 32경기 3골을 기록하며 코파 델 레이 2시즌 연속 4강 진출에 기여했고 아울러 2016-17년 UEFA 유로파리그에서도 6경기에 출전하며 4강 진출이라는 셀타 비고 구단 역사상 유럽 클럽 대항전 역대 최고 성적에 기여했다.
이후 2017-18 시즌에는 같은 라리가팀인 CD 레가네스에서 공식전 35경기 3골을 기록했고 특히 2017-18 코파 델 레이에서 UEFA 챔피언스리그 및 UEFA 유로파리그 등의 유럽 클럽 대항전에서 4강을 넘어 우승 경력까지 고루 갖춘 비야레알 CF, 레알 마드리드 등 내로라하는 강팀들을 차례대로 꺾고 구단 역사상 첫 국왕컵 4강이라는 기적을 일으켰으며 2018-19 시즌에는 리그 1의 SM 캉에서 공식전 28경기 3골을 기록했다.
그리고 2019-20 시즌부터 2시즌동안 스페인 세군다 디비시온의 데포르티보 라코루냐에서 공식전 26경기 3골을 기록한 뒤 2021-22 시즌을 앞두고 샹피오나 나시오날의 US 불로뉴로 이적하여 1시즌반동안 26경기 3골을 기록했고 2022-23 시즌 중반 무렵 샹피오나 나시오날 3의 US 이브리로 이적하여 12경기 3골을 기록했다.

### 국가대표팀
2008년 과들루프 성인대표팀에 첫 발탁된 이후 2016년 3월 23일 국가대표팀 데뷔전인 수리남과의 2017년 카리브컵 예선 1라운드 6조 2차전에서 데뷔골을 신고했지만 팀은 수리남에 2-3으로 석패했으며 2018년 11월 19일 열린 퀴라소와의 2019-20년 CONCACAF 네이션스리그 예선 3차전을 끝으로 더 이상 국가대표팀에 발탁되지 못했다.

## 대회 성적

### 클럽
트루아 AC
- 샹피오나 나시오날 : 3위 (2009-10)

 EA 갱강
- 쿠프 드 프랑스 : 우승 (2013-14), 4강 (2014-15)
- 트로페 데 샹피옹 : 준우승 (2014)

 올랭피크 리옹
- 트로페 데 샹피옹 : 준우승 (2015)

 셀타 비고
- 코파 델 레이 : 4강 (2015-16, 2016-17)
- UEFA 유로파리그 : 4강 (2016-17)

 CD 레가네스
- 코파 델 레이 : 4강 (2017-18)